# Zakrzewskie Wybudowania
Zakrzewskie Wybudowania – część wsi Zakrzewska Osada w Polsce położona w województwie kujawsko-pomorskim, w powiecie sępoleńskim, w gminie Więcbork.
W latach 1975–1998 Zakrzewskie Wybudowania administracyjnie należały do województwa bydgoskiego.